# Gnadenstreit
Unter dem Gnadenstreit versteht man die sogenannte Kontroverse „de auxiliis“: Verschiedene Theologenschulen stritten in der Frühen Neuzeit um das Verständnis des Miteinanders von göttlicher Gnade und menschlicher Freiheit. Voraussetzungen waren die Lehre des Tridentinischen Konzils über die Rechtfertigung und der aufkommende Humanismus, sowie der traditionelle Gegensatz der theologischen Schulen des Dominikaner- und Jesuitenordens:
- Die Dominikaner betonten unter dem Einfluss des Thomisten Domingo Báñez die Gnadenwirksamkeit.
- Die Jesuiten, vor allem Luis de Molina, stellten die menschliche Freiheit in den Vordergrund.

## Verlauf
Der Streit begann 1582 mit internen Auseinandersetzungen in Salamanca, die mit der Veröffentlichung des Werks von Luis de Molina Concordia liberi arbitrii et gratiae donis im Jahr 1588 eine neue Dimension erhielten. Beide Seiten zeigten einander bei der Inquisition an, die daraufhin tätig wurde. Eine Disputation in Valladolid stellte 1594 Öffentlichkeit her. Sowohl der päpstliche Nuntius als auch die spanische Inquisition überwiesen 1597 die Streitsache nach Rom. Ein Schweigegebot des Nuntius wurde von beiden Seiten missachtet und von der römischen Inquisition wieder aufgehoben. Die Literatur zum Thema wuchs durch Stellungnahmen weiterer Theologen kontinuierlich an.
In Rom wurde unter dem Pontifikat Clemens’ VIII. eine Kommission aus Kardinälen, Bischöfen und Theologen gebildet, die dem Papst am 13. März 1598 vorschlug, de Molinas Concordia liberi arbitrii et gratiae donis sowie dessen Kommentar zur Summa theologica und eine Thesenreihe zu verurteilen. Die Kommission hielt bis Jahresende an ihrem Votum fest, trotz Bitten des Papstes, dieses zu überprüfen. Daraufhin intervenierte König Philipp III. und erreichte, dass die beiden Ordensgeneräle ihre Position mündlich und schriftlich präsentieren konnten; hierbei erzielten die jesuitischen Theologen den Teilerfolg, dass auch die Lehre von Báñez thematisiert wurde. Die mittlerweile erweiterte Theologenkommission empfahl am 5. Dezember 1601 aber wieder eine Verurteilung de Molinas. Papst Clemens VIII. übernahm diese Empfehlung nicht, sondern ernannte eine neue Theologenkommission (Congregatio de auxiliis), die unter seinem Vorsitz eine Entscheidung finden sollte. Die Ordensgeneräle legten unterstützt von je einem Theologen ihre Positionen dar. Der Theologe Gregor von Valencia (1549–1603) verteidigte 1602, in einer feierlichen Disputation vor Papst Clemens VIII., die Positionen Molinas. Der Tod des Papstes am 4. März 1605 brachten dieses Verfahren zum Stillstand; am 14. September 1605 wurden die Beratungen unter Papst Paul V. wieder aufgenommen. Obwohl mehrere Kommissionsmitglieder die jesuitische Position verurteilten, war auch Paul V. nicht bereit, ihrer Empfehlung folgend de Molina zu verurteilen, sondern stellte nur fest:
- Die dominikanische Lehre sei nicht calvinistisch.
- Die jesuitische Lehre sei nicht semipelagianisch.

Er löste 1607 die Congregatio de auxiliis auf, verbunden mit einer die gegenseitigen Verurteilungen verbietenden Erklärung. Seither hielten sämtliche Päpste und Konzilien diese Frage offen.

## Theologische und philosophische Bedeutung
Die streitenden Parteien, Molinisten und Banezianisten, hatten unterschiedliche Konzepte entwickelt, wie die Unfehlbarkeit des Gnadenwirkens Gottes und die menschliche Freiheit zusammengedacht werden konnten. Dabei gelang es nur den Molinisten, mit Hilfe des Entlastungskonzeptes der sogenannten scientia media Gottes die menschliche Freiheit zu bewahren, während die Gegenpartei ein der menschlichen Freiheit innerliches Wirken Gottes behauptete. Molina lehrte, dass sich menschliches Handeln in einem Dreischritt vollzog:
|      |                               | Gott                                                                              | Mensch                                 |
| ---- | ----------------------------- | --------------------------------------------------------------------------------- | -------------------------------------- |
| I.   | concursus oblatus indifferens | Gott eröffnet dem Menschen die Wahl- und Handlungsfreiheit (concursus generalis). |                                        |
| II.  |                               | Gott sieht das Entscheiden des Menschen voraus.                                   | Der Mensch übt seine Wahlfreiheit aus. |
| III. | concursus collatus            | Gott wirkt beim Handeln des Menschen mit (speciale auxilium).                     | Der Mensch handelt frei.               |

Gott erscheint wie ein Schachmeister, der die Züge seines Gegenübers antizipieren und in seine Strategie aufnehmen kann. Er reagiert auf menschliches Handeln, macht sich aber nicht davon abhängig.
Molinas Überlegungen führen weiter zum Gedanken der „möglichen Welten“, den Gottfried Wilhelm Leibniz 1710 in seiner Theodizee entfaltete.